# Wapen van Oldenburg

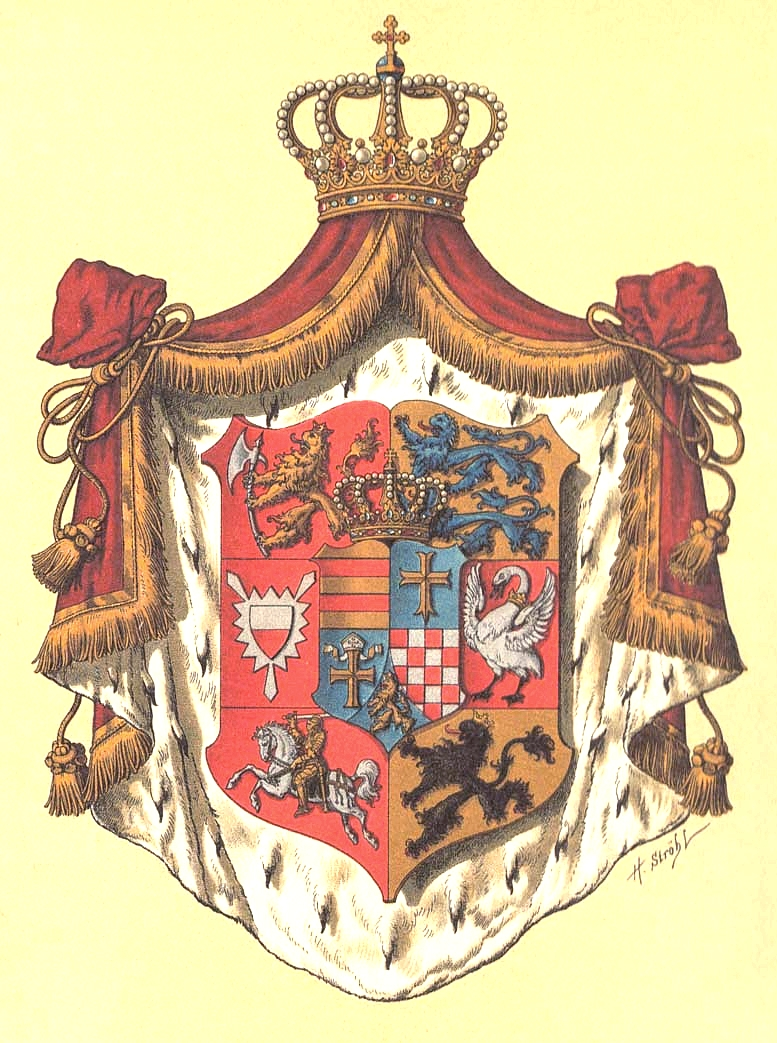
Wapen van 1829 tot 1918

Het wapen van Oldenburg is het wapen van het land Oldenburg en een dynastie die regeerde in Denemarken, Zweden, Noorwegen, Rusland, Griekenland en Oldenburg.

## Het stamwapen van Oldenburg

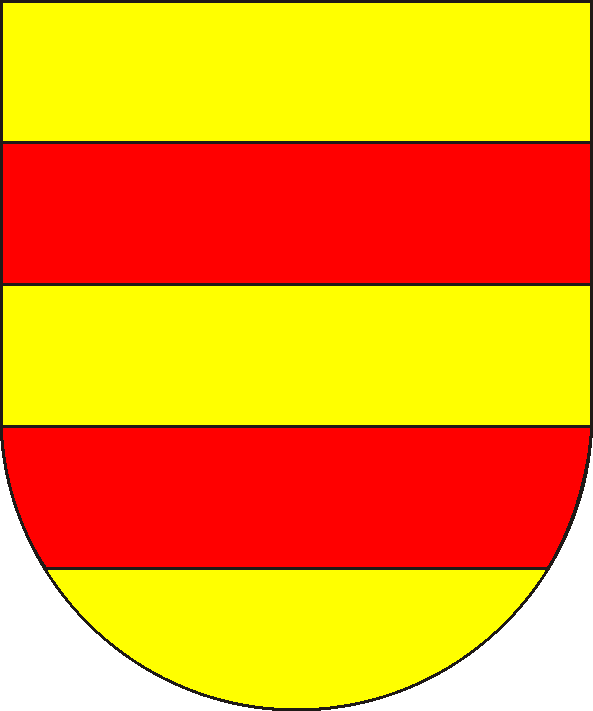
Graafschap Oldenburg

Het wapen van Oldenburg is vijfmaal gedeeld in goud en rood.

## Het wapen van de graven van Oldenburg van 1475

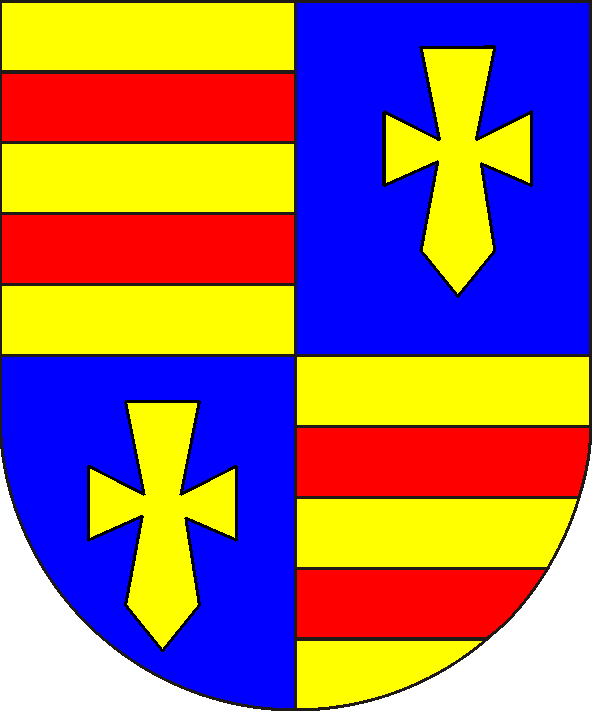
Oldenburg (1475-1575)
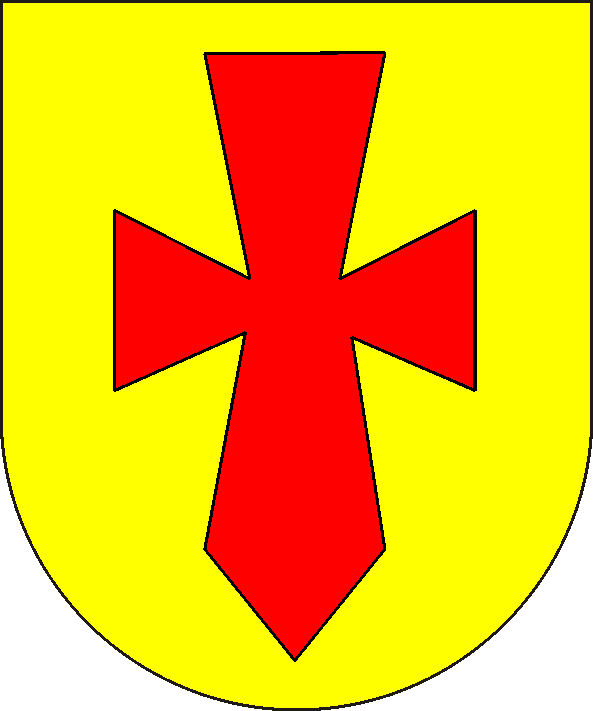
Delmenhorst in 1576
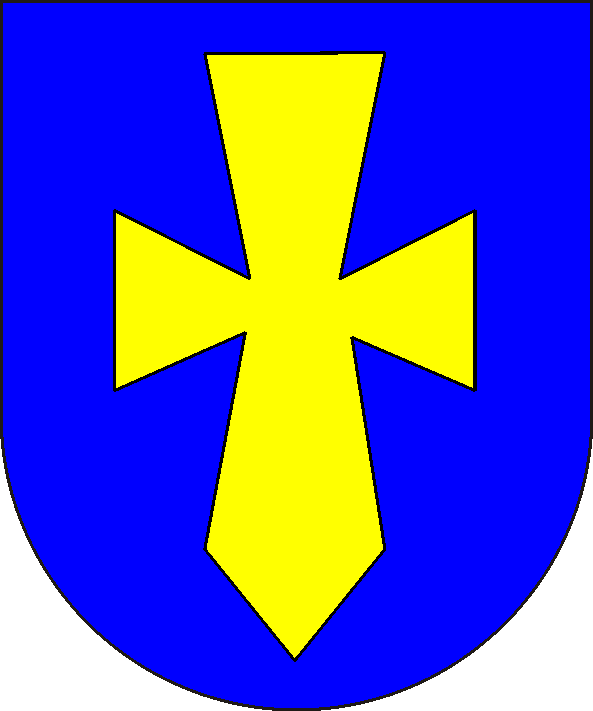
Delmenhorst in 1619

Sinds 1475 voerden de graven op munten en zegels een wapen met vier velden, waarvan de kleuren niet bekend zijn. De toevoeging was ontworpen om de aanspraken op Delmenhorst kracht bij te zetten. Na het uitsterven van de zijtak te Delmenhorst in 1447 dreigde dit gebied verloren te gaan: in 1482 werd het Delmenhorst bezet door het prinsbisdom Münster. In 1547 werd het heroverd door Oldenburg. Aanvankelijk werd voor dit wapen andere kleuren gebruikt.

## De wapens van de graven van Oldenburg van 1575 tot 1667

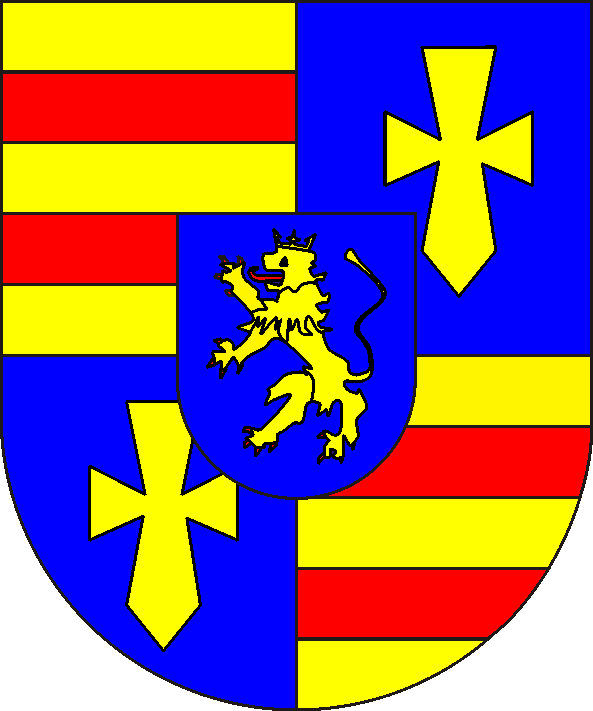
Oldenburg (1575)
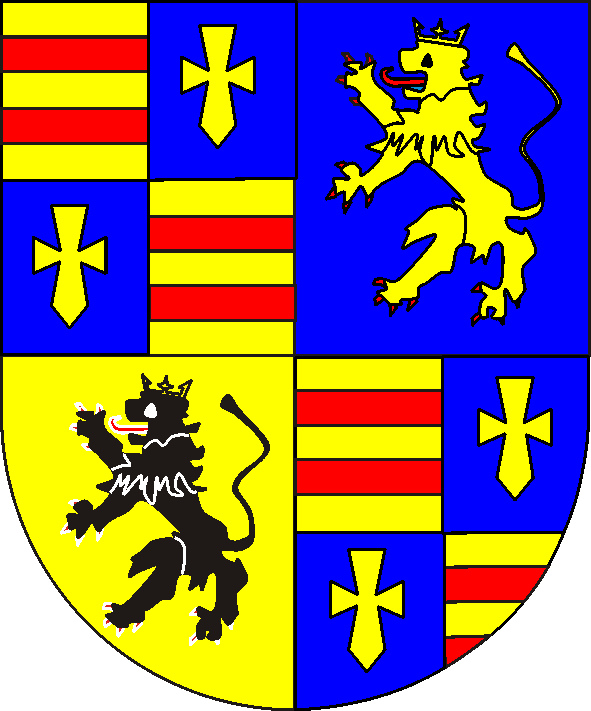
Oldenburg (1665)
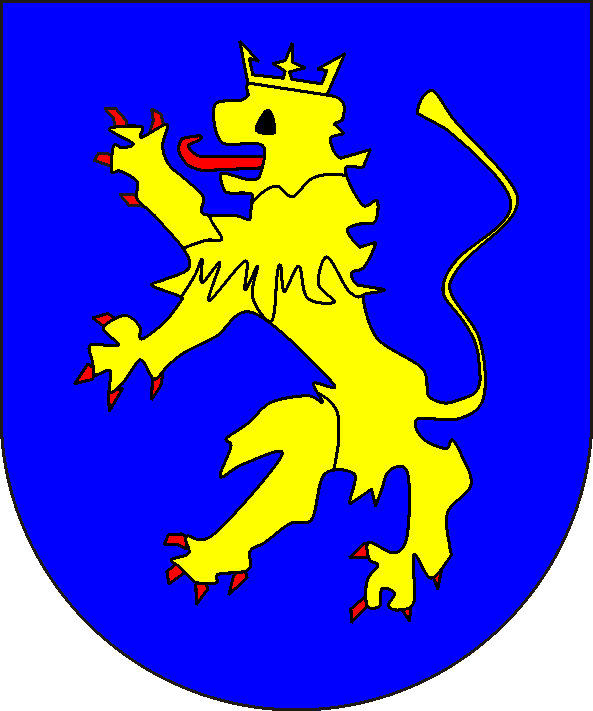
Heerlijkheid Jever
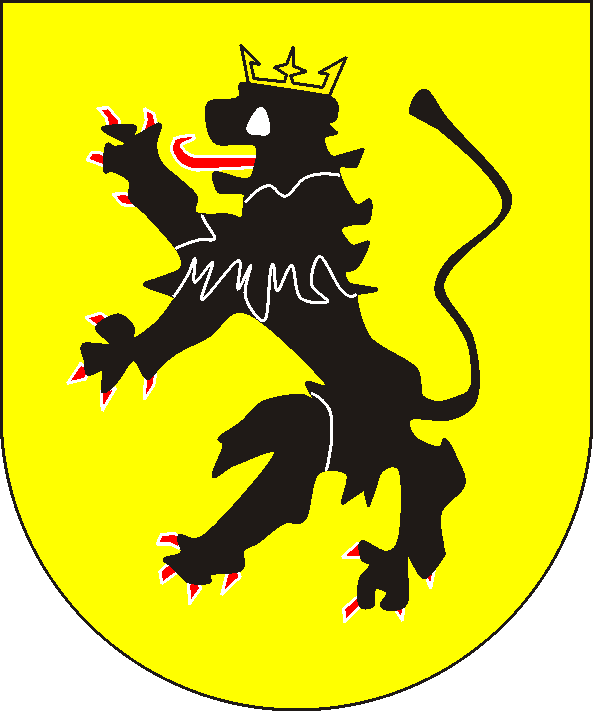
Heerlijkheid Kniphausen

In 1575 werd de heerlijkheid Jever geërfd en in 1665 werd de heerlijkheid Kniphausen verworven.

## Het wapen van Oldenburg onder Deens bestuur

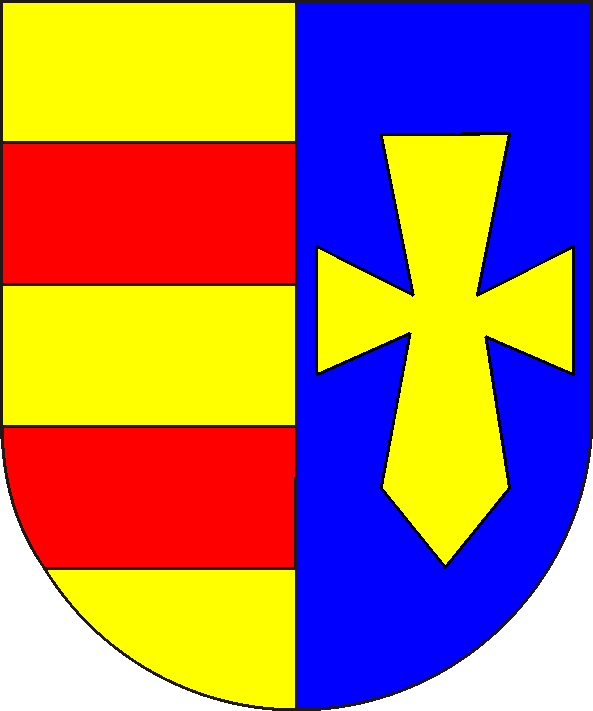
Oldenburg (1676)

Na het uitsterven van de graven van Oldenburg in 1676 kwam Oldenburg aan de oudere tak van het gravenhuis, die sinds 1448 in denemarken regeerde. Kniphausen en Varel kwamen aan aan de buiten-echtelijke zoon van de laatste graaf, Anton I van Aldenburg.
Jever kwam aan Anhalt-Zerbst. In 1773 stond de koning van Denemarken Oldenburg af aan een andere tak van de dynastie: de hertogen van Holstein-Gottorp. De keizer verhief de graafschappen toen tot het hertogdom Oldenburg.

## Het wapen van het groothertogdom Oldenburg (1829)

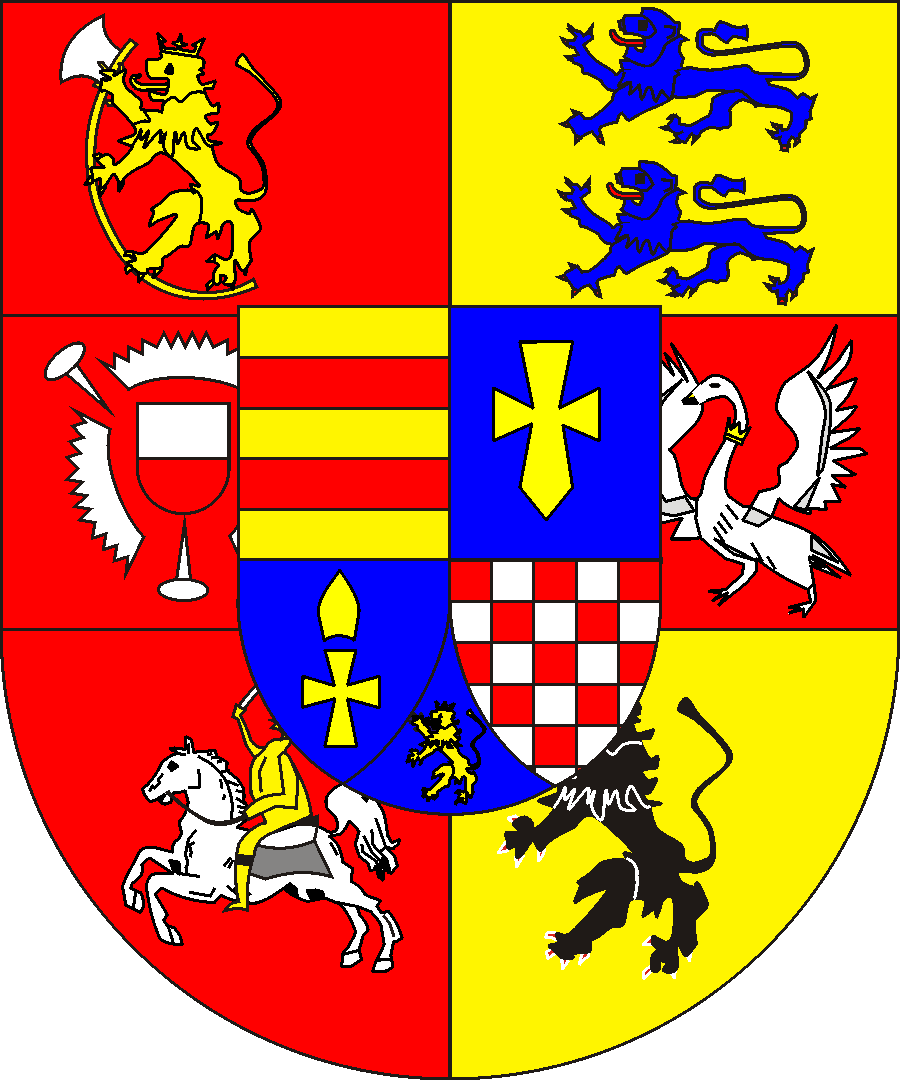
Groot wapen van Oldenburg
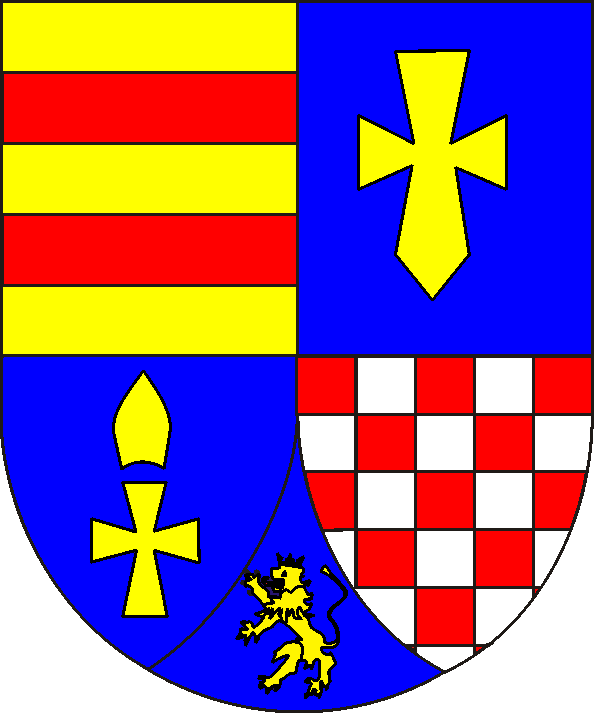
Middelste wapen van Oldenburg
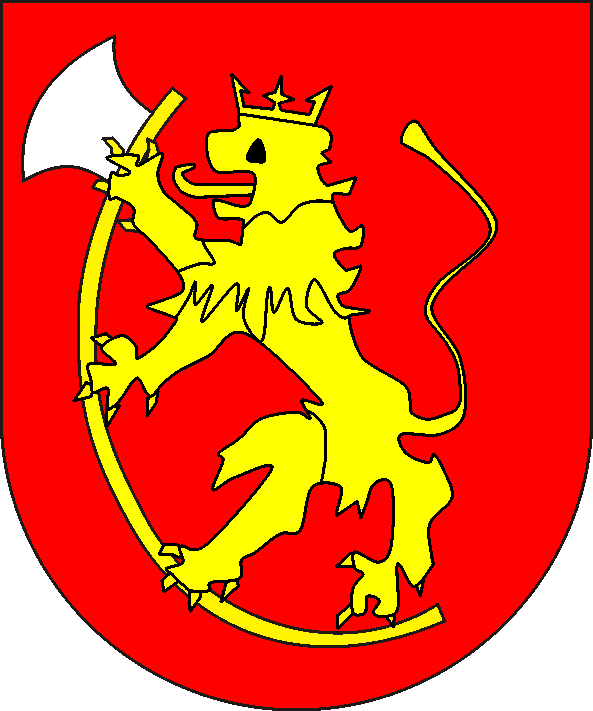
Koninkrijk Noorwegen
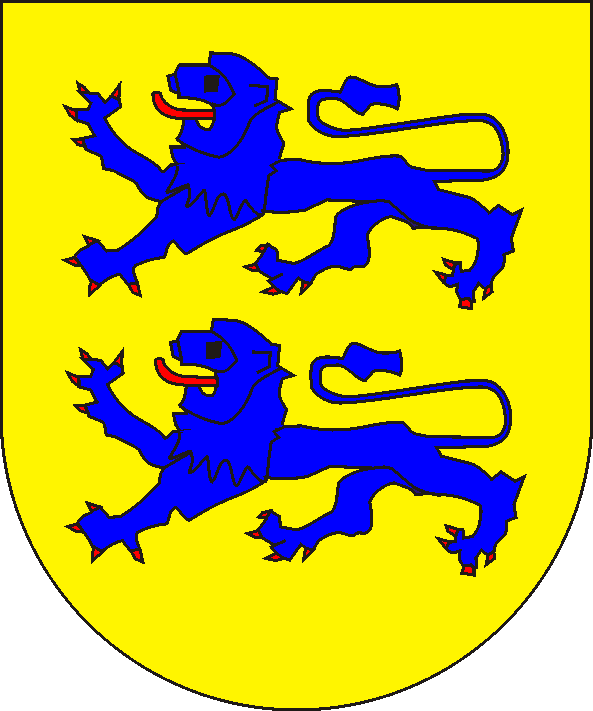
Hertogdom Sleeswijk
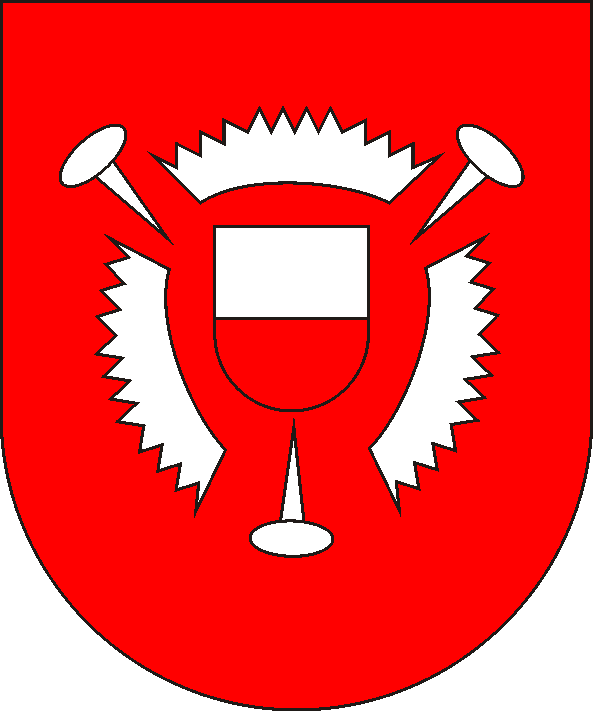
Hertogdom Holstein
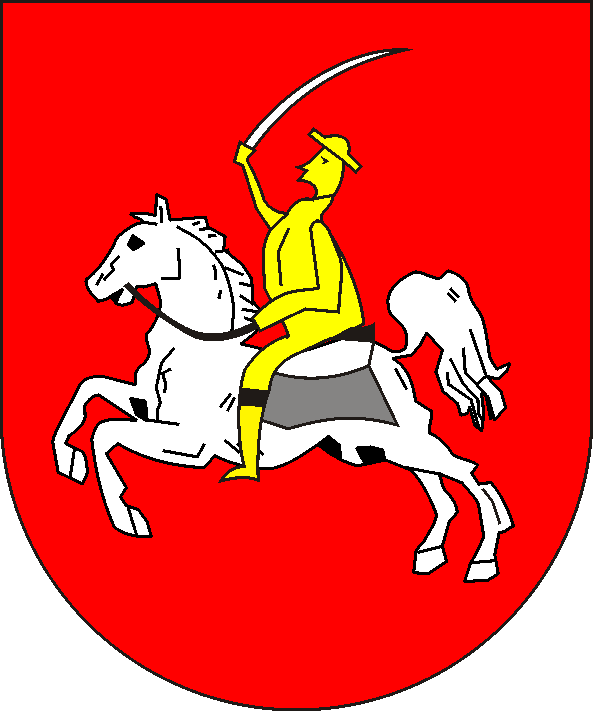
Graafschap Dithmarschen
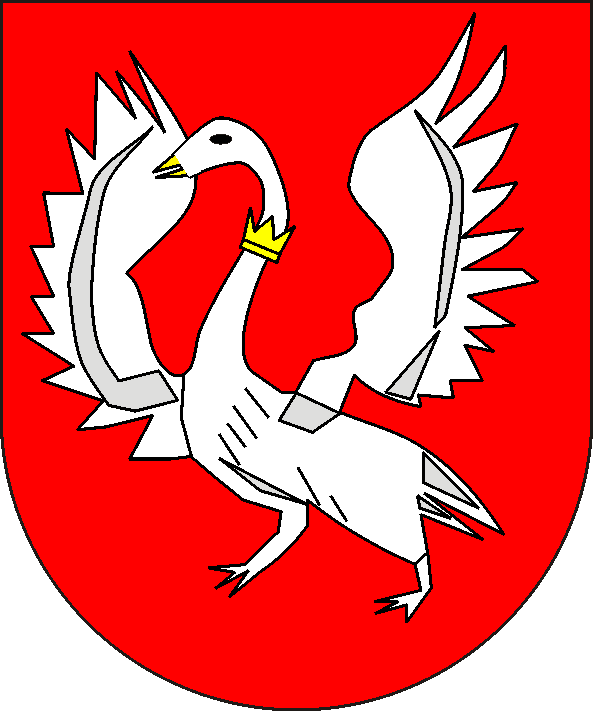
Graafschap Stormarn
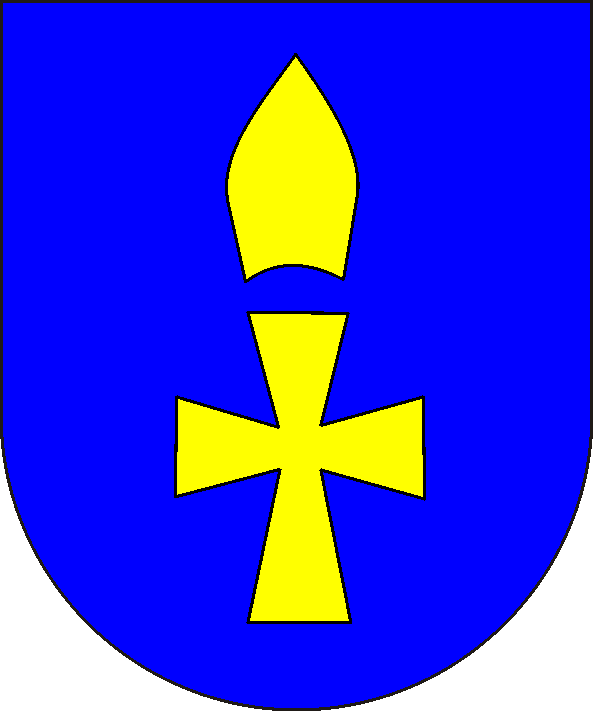
Vorstendom Lübeck
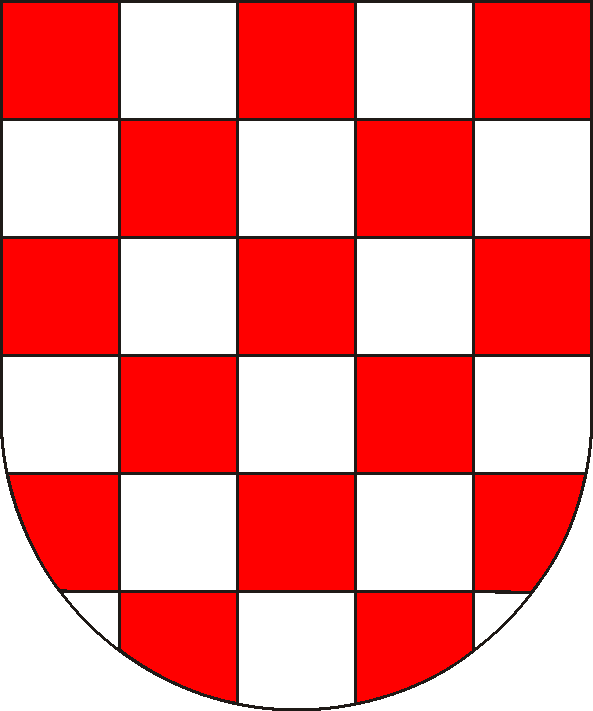
Vorstendom Birkenfeld

## De vorstendommen binnen het groothertogdom Oldenburg

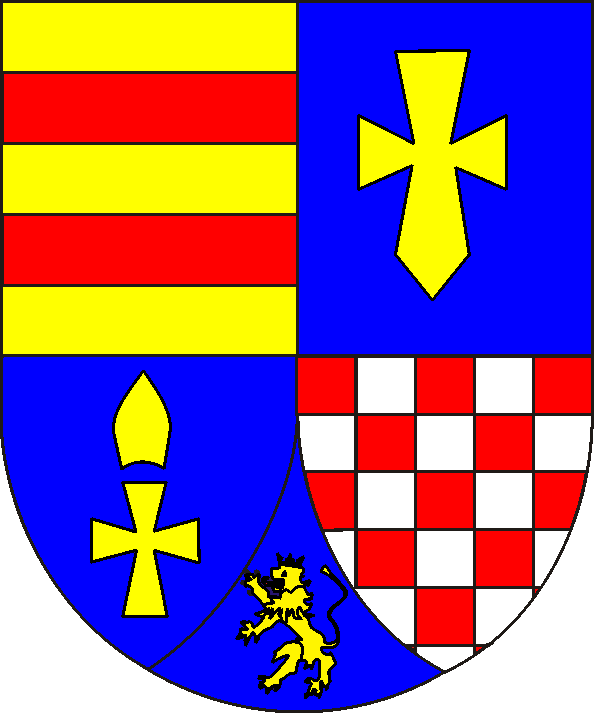
Hertogdom Oldenburg
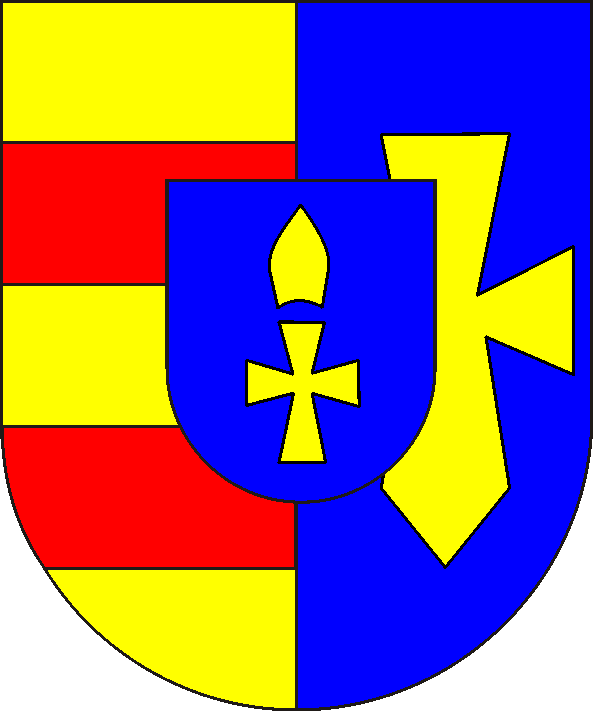
Vorstendom Lübeck
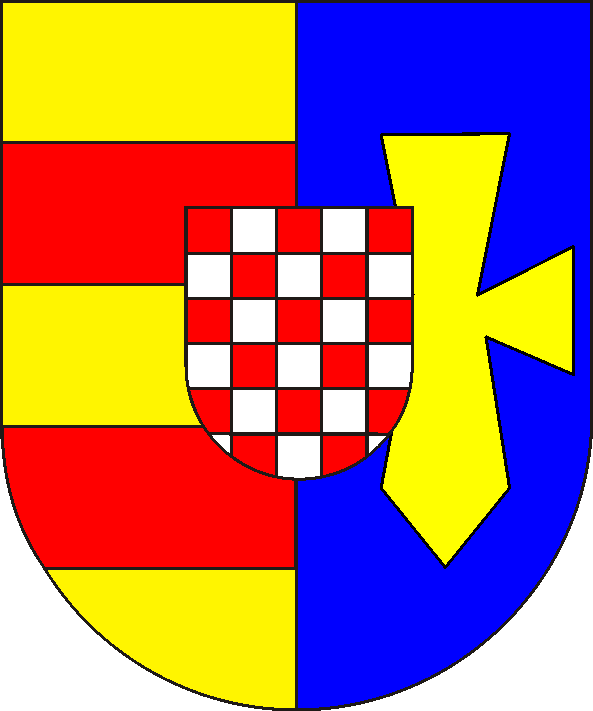
Vorstendom Birkenfeld
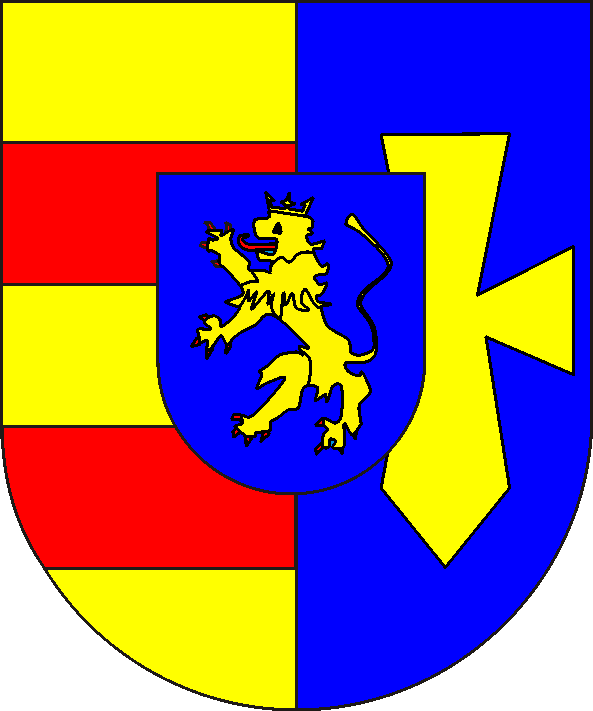
Heerlijkheid Jever

Het groothertogdom bestond uit drie afzonderlijke gebieden. ten eerste het hertogdom Oldenburg, dat bestond uit de oude graafschappen Oldenburg en Delmenhorst met daarbij een aantal gebieden die in 1803 van het orinsbisdom Münster waren verkregen.
Het tweede gebied was het vorstendom Lübeck. Dit gebied was het voormalige prinsbisdom Lübeck, dat ook in 1803 aan Oldenburg was gekomen. Het derde gebied was het vorstendom Birkenfeld, dat in 1815 op het Congres van Wenen bij Oldenburg was gevoegd. Omdat Birkenfeld voor 1797 deel uitmaakte van het graafschap Sponheim werd dit wapen gevoerd. De heerlijkheid Jever werd in 1817 verkregen van Rusland. Heraldisch had het een afzonderlijke status.
Hoewel het hertogdom Oldenburg in 1815 door het Congres van Wenen in 1815 tot groothertogdom was verheven, werd de titel groothertog pas na 1829 gevoerd. Dit omdat de wettige hertog van 1815 niet regeringsbekwaam was. De groothertog voerde ook de wapens die de dynastie had gevoerd als hertog van Holstein-Gottorp. Op dit wapen werd het wapen van het nieuwe groothertogdom geplaatst.

## Het land Oldenburg van 1918 tot 1945

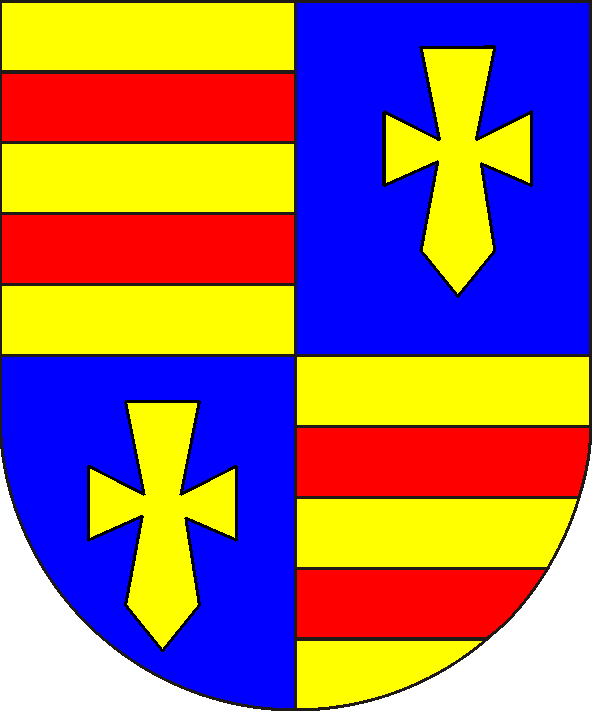
Land Oldenburg

Na de invoering van de republiek in 1918 werd het wapen van 1475 weer gebruikt.